# Jacob Morild
Jacob C. Jensen Morild (nacido 16 de septiembre de 1966) es un actor, director, guionista, presentador y actor de voz danés.
Su carrera empezó primeramente como un autodidacta actor. En la década de los años 1980 fue un letrista en la que publicó una Revista Estudiantil en Copenhague, y fue entonces uno de los actores de cabaret en kaberetskibet del Café Liva desde 1987 hasta 2006. Desde 1999 también incursió en la dirección artístico. Desde entonces ha ocupado varios cargos en teatros de Copenhague, tanto como actor y director.
A través de los años también dirigió un programa de radio en el dial, P3, junto a Karin Jagd, que se difundía solo los días domingos. También ha sido redactor de revistas de verano, y en 1994 y 2004, fue reconocido como uno de los destacados escritores daneses. También fue presentador de televisión en la red TvDanmark.
Está casado con la actriz Mette Marckmann.

## Filmografía
- Høfeber (1991)
- Roser og persille (1993)

### Series de televisión
- TAXA (1997-1999)
- Sommer (2008)

### Películas
- Mulan (1998)
- Mulan II (2004)

- Datos: Q5924449